# Vicente de Herrera y Rivero
Vicente de Herrera y Rivero (Santander, 10 de noviembre de 1733–Madrid, 27 de febrero de 1794), I marqués de Herrera, fue un jurista y funcionario colonial español que ocupó diversos cargos en la administración virreinal, incluyendo el de virrey interino de la Nueva España entre 1784 y 1785.

## Biografía
Nacido en Santander, España, el 10 de noviembre de 1733, Herrera ingresó en la Universidad de Salamanca, donde fue colegial del Colegio Mayor de San Bartolomé a partir del 8 de agosto de 1757. Obtuvo una licenciatura en leyes en 1759. Su carrera judicial comenzó con su nombramiento como fiscal de la Audiencia de Santo Domingo el 17 de mayo de 1764, cargo para el cual recibió título el 18 de junio del mismo año. Obtuvo la licencia para trasladarse a Santo Domingo el 28 de diciembre de 1764, donde ejerció hasta 1769.
El 11 de diciembre de 1769 fue propuesto para sustituir a Francisco Leandro de Viana como alcalde del Crimen de la Audiencia de México, recibiendo el título el 18 de marzo de 1770. Posteriormente, fue promovido a la Sala Civil de la misma audiencia el 6 de mayo de 1773. Más adelante fue nombrado regente de la Audiencia de Guatemala.
Tras el fallecimiento del virrey Matías de Gálvez en octubre de 1784, Herrera fue designado como virrey interino de Nueva España, ejerciendo el cargo desde el 20 de octubre de 1784 hasta el 17 de junio de 1785, fecha en que fue sucedido por Bernardo de Gálvez.
El marquesado de Herrera fue creado en 1790, siendo él su primer titular, por reconocimiento del rey y con apoyo de algunos virreyes.
El 18 de marzo de 1787, Herrera contrajo matrimonio con María Dolores Romero de Terreros y Trebuesto, hija de Pedro Romero de Terreros, I conde de Regla. La pareja no tuvo descendencia.
Vicente de Herrera y Rivero falleció en Madrid, el 27 de febrero de 1794.